# 京急富岡站

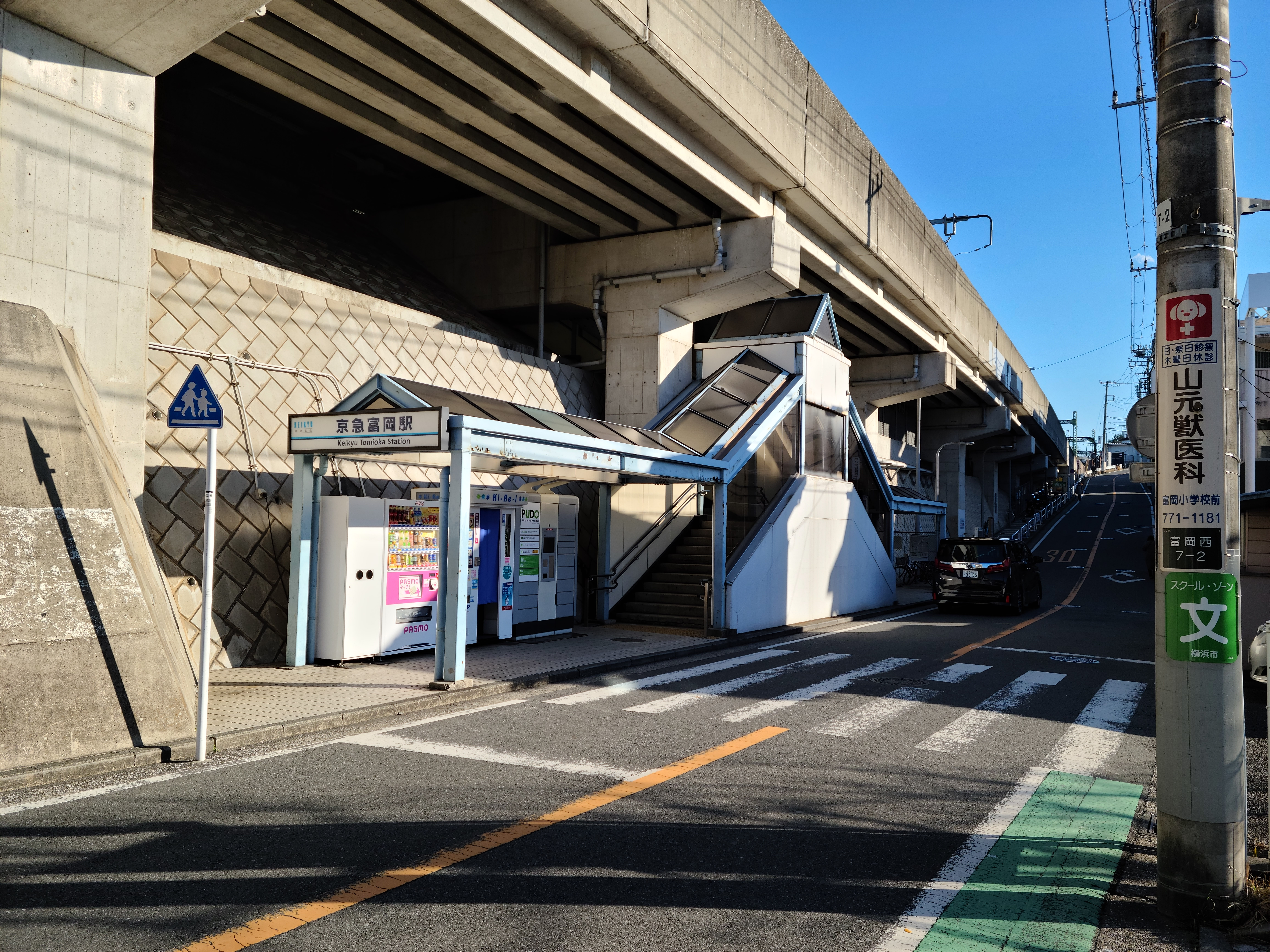
西口（2021年1月）

京急富岡站（日语：／ Keikyū-tomioka eki */?）是位於日本神奈川縣橫濱市金澤區，屬於京濱急行電鐵本線的鐵路車站。車站編號是KK47。

## 歷史
1930年（昭和5年）4月1日，湘南電氣鐵道黃金町站至浦賀站通車，當時屏風浦站與金澤文庫站之間未設站。
同年7月，僅夏季開業的海水浴場遊客專用臨時站湘南富岡站（しょうなんとみおかえき）開業，隔年1931年（昭和6年）5月升格為一般車站。該站在第二次世界大戰末期的1945年遭到同盟國轟炸，1947年（昭和22年）1月廢止。
同年3月，在原位置往杉田方向約900公尺、現在的鳥見塚巴士站附近重新開設湘南富岡站。當時是GHQ設施關係者專用站，一般人無法使用。隔年1948年（昭和23年）開放一般人使用，當時所有列車全停本站。
1955年（昭和30年）12月，湘南富岡站配合京急開發住宅區移往戰前同一位置，之後更名為京濱富岡站（けいひんとみおかえき），1987年（昭和62年）6月再改為京急富岡站至今。
- 1930年（昭和5年）7月10日 - 湘南電氣鐵道臨時站湘南富岡站啟用。
- 1931年（昭和6年）5月1日 - 湘南富岡站升格為一般車站。
- 1941年（昭和16年）11月1日 - 成和與湘南電氣鐵道合併的京濱電氣鐵道車站。
- 1942年（昭和17年）5月1日 - 成為與京濱電氣鐵道合併的東京急行電鐵（大東急）湘南線車站。
  - 當時品川站至橫濱站間為東急品川線，橫濱站至浦賀站間為東急湘南線。
- 1945年（昭和20年）6月10日 - 橫濱本牧、磯子、富岡的軍需工廠與海軍基地所在的橫濱南部遭到空襲，湘南富岡站停止營業。
- 1947年（昭和22年）
  - 1月10日 - 湘南富岡站正式廢止。
  - 3月1日 - 湘南富岡站在異地重新啟用，當時為美軍基地通勤客專用站，通常僅尖峰時刻停車。但平時有美軍要搭車時，站員會在月台示旗通知列車停站。若是美軍要下車則透過車掌通知司機停靠。
- 1948年（昭和23年）
  - 春季 - 湘南富岡站開放一般民眾使用，全列車停站。
  - 6月1日 - 成為從東京急行電鐵獨立的京濱急行電鐵車站。
- 1955年（昭和30年）12月1日 - 湘南富岡站移至現址。
- 1963年（昭和38年）11月1日 - 改稱京濱富岡站。
- 1983年（昭和58年）5月2日 - 改點，早晨上行急行增停本站。
- 1987年（昭和62年）
  - 4月10日 - 啟用上行待避線[3]。
  - 6月1日 - 改稱京急富岡站[2]。それまでラッシュ時のみの停車だった急行が終日停車するようになる。
- 1996年（平成8年）9月16日 - 成為站長所在站（之後成為上大岡站的被管理站，不再配置站長）。
- 1999年（平成11年）7月31日 - 改點，因廢止急行，本站僅停靠普通列車。

## 車站結構

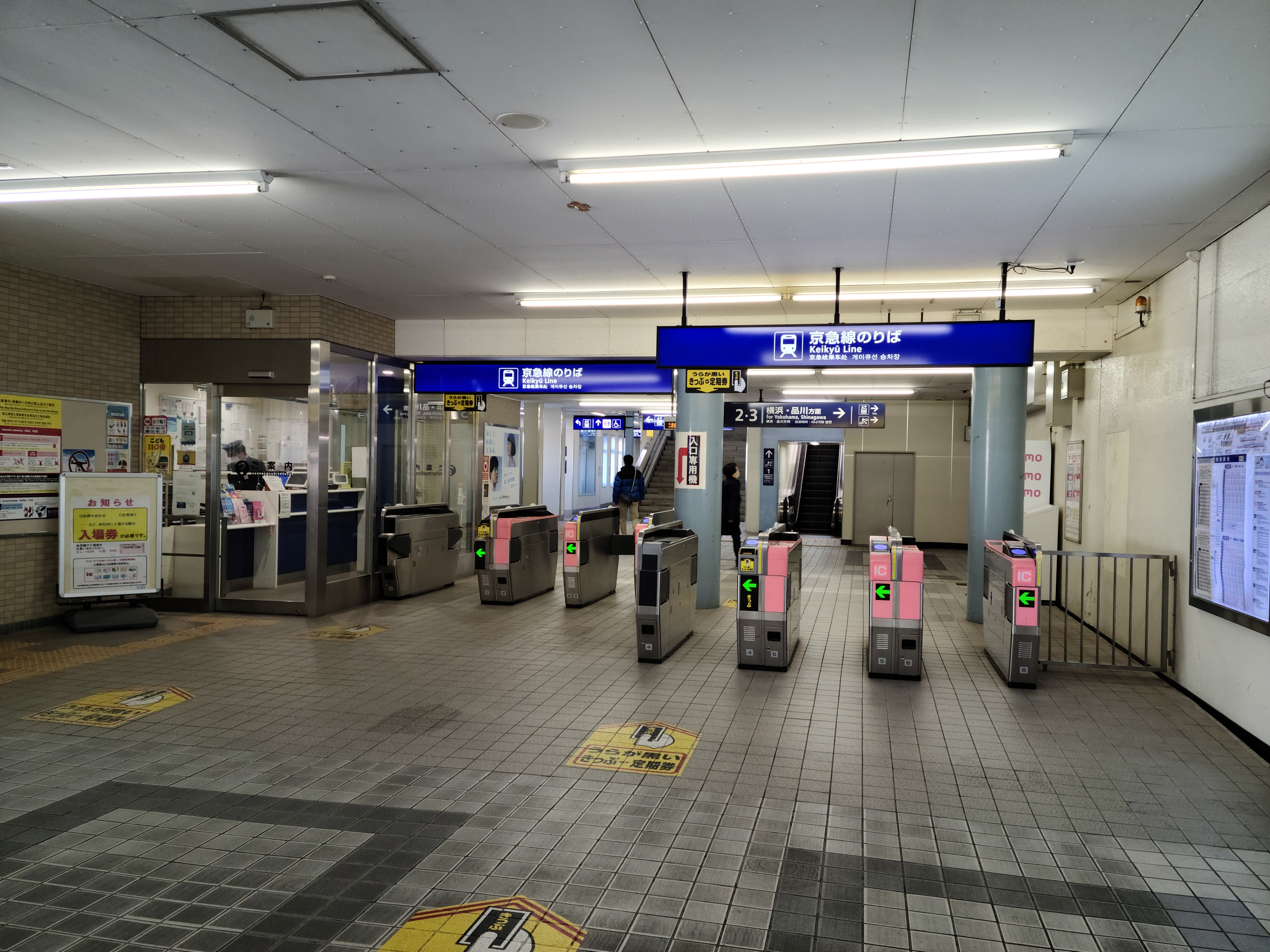
驗票閘口(2021年1月)

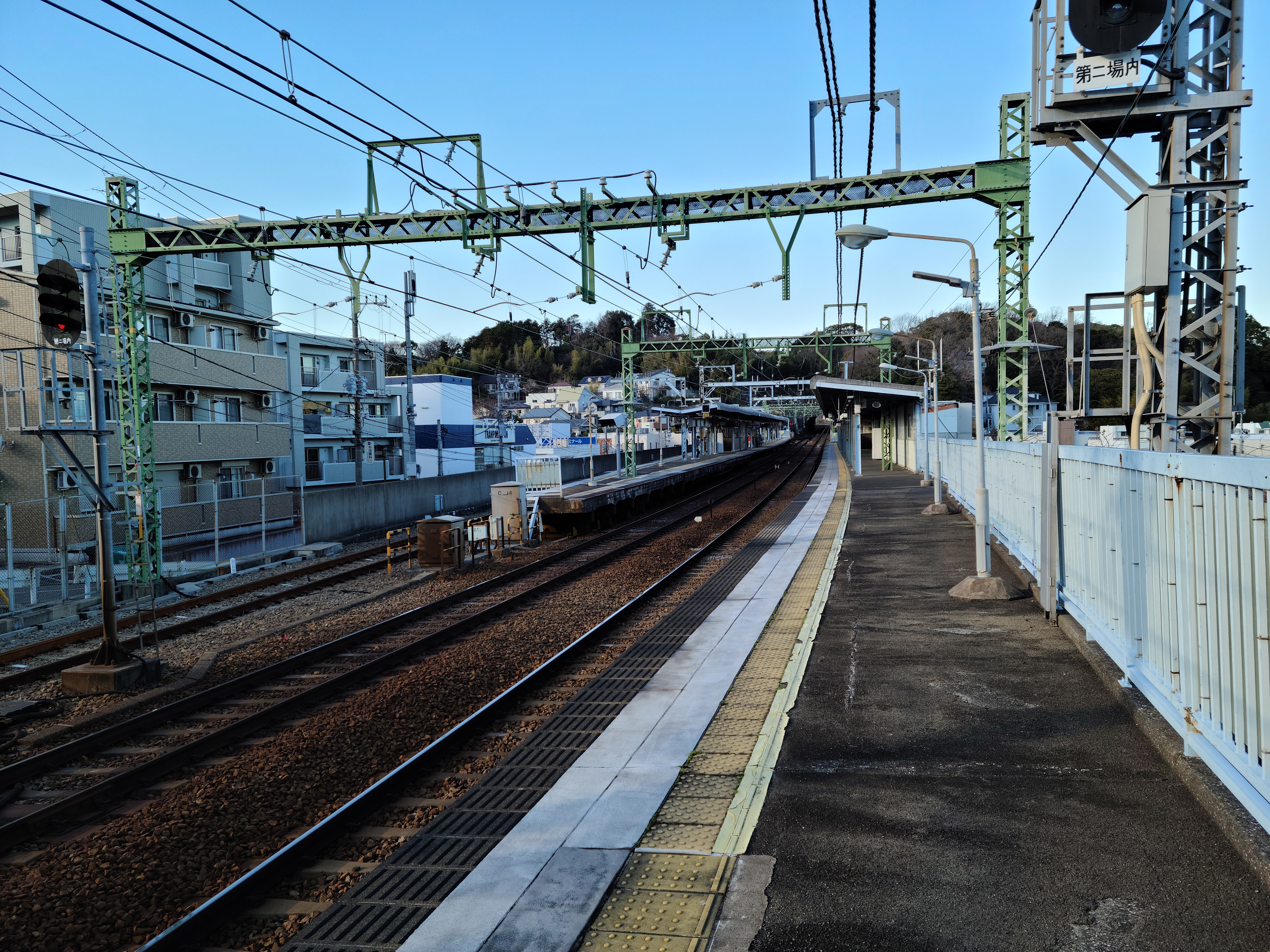
月台(2021年1月)

本站為高架車站。東側下行線為1面1線的側式月台，上行線則為1面2線的島式月台，合計2面3線。本站在過去是急行停靠站，因此月台有效長度可對應八輛編組。站房位於高架東側，站內設有自動售票機與驗票閘門，並設有東口與西口兩處出口。

### 月台配置
| 月台 | 路線 | 方向 | 目的地                   |
| ---- | ---- | ---- | ------------------------ |
| 1    | 本線 | 下行 | 橫須賀中央、三浦海岸方向 |
| 2、3 | 本線 | 上行 | 橫濱、品川方向           |

3號線為待避線，於1987年（昭和62年）4月設置，平日早晨尖峰時刻讓列車等待後續的特急、快特通過。
上行月台設有發車蜂鳴器（電子電鈴裝置）。

## 使用情況
2016年度1日平均上下車人次為23,252人，京急線全部72個車站當中排行第27位。1988年到達頂峰後上下車人次開始減少。
近年1日平均上下、上車人次推移如下表。
| 年度               | 1日平均 上下車人次 | 1日平均 上車人次 | 來源     |
| ------------------ | ------------------ | ---------------- | -------- |
| 1980年（昭和55年） |                    | 12,603           |          |
| 1981年（昭和56年） |                    | 13,995           |          |
| 1982年（昭和57年） |                    | 16,340           |          |
| 1983年（昭和58年） |                    | 17,497           |          |
| 1984年（昭和59年） |                    | 17,644           |          |
| 1985年（昭和60年） |                    | 18,230           |          |
| 1986年（昭和61年） |                    | 18,836           |          |
| 1987年（昭和62年） |                    | 19,230           |          |
| 1988年（昭和63年） |                    | 19,647           |          |
| 1989年（平成元年） |                    | 18,293           |          |
| 1990年（平成02年） |                    | 17,463           |          |
| 1991年（平成03年） |                    | 17,197           |          |
| 1992年（平成04年） |                    | 16,732           |          |
| 1993年（平成05年） |                    | 16,586           |          |
| 1994年（平成06年） |                    | 16,488           |          |
| 1995年（平成07年） |                    | 16,498           | [ * 1 ]  |
| 1996年（平成08年） |                    | 16,066           |          |
| 1997年（平成09年） |                    | 15,505           |          |
| 1998年（平成10年） |                    | 15,164           | [ * 2 ]  |
| 1999年（平成11年） |                    | 14,896           | [ * 3 ]  |
| 2000年（平成12年） | 29,687             | 14,816           | [ * 3 ]  |
| 2001年（平成13年） | 29,226             | 14,537           | [ * 4 ]  |
| 2002年（平成14年） | 28,120             | 13,915           | [ * 5 ]  |
| 2003年（平成15年） | 27,796             | 13,601           | [ * 6 ]  |
| 2004年（平成16年） | 27,305             | 13,395           | [ * 7 ]  |
| 2005年（平成17年） | 27,024             | 13,250           | [ * 8 ]  |
| 2006年（平成18年） | 26,917             | 13,193           | [ * 9 ]  |
| 2007年（平成19年） | 26,700             | 13,131           | [ * 10 ] |
| 2008年（平成20年） | 26,141             | 12,963           | [ * 11 ] |
| 2009年（平成21年） | 25,526             | 12,670           | [ * 12 ] |
| 2010年（平成22年） | 25,181             | 12,511           | [ * 13 ] |
| 2011年（平成23年） | 24,700             | 12,251           | [ * 14 ] |
| 2012年（平成24年） | 24,590             | 12,226           | [ * 15 ] |
| 2013年（平成25年） | 24,344             | 12,122           | [ * 16 ] |
| 2014年（平成26年） | 23,494             | 11,707           | [ * 17 ] |
| 2015年（平成27年） | 23,432             | 11,680           | [ * 18 ] |
| 2016年（平成28年） | 23,252             |                  |          |

## 車站周邊
聚落以車站為中心向東西方向延伸。車站東側100公尺左右有與京急本線平行的國道16號通過。約東側2km處有橫濱海岸線並木中央站。
- 神奈川縣立金澤綜合高等學校（日语：神奈川県立金沢総合高等学校）
- 橫濱市立富岡小學校（日语：横浜市立富岡小学校）
- 橫濱富岡郵便局
- 京急store（日语：京急ストア）京急富岡店（站前）
- 富岡八幡宮（日语：富岡八幡宮 (横浜市)）
- 富岡綜合公園（日语：富岡総合公園） - 近海岸線的南部市場站與鳥濱站。
- CAN DO（日语：キャンドゥ）富岡店
- 永旺金澤海岸店 - 近海岸線的幸浦站與並木中央站。

## 巴士路線
路線巴士以橫濱京急巴士往周邊住宅區的路線為主。
西口往南約100公尺有「京急富岡站」 巴士站，東口約300公尺的國道16號上有「富岡停留所」 巴士站。過去東口約500公尺處有富岡巴士總站，往新杉田站、渚團地、金澤工業團地的路線巴士班次十分密集，但由於距離本站過遠大幅減班後失去原機能。
京急富岡站
- 富1：往冰取澤高校
- 富2：往能見台車庫前
- 富3：往金澤文庫站(西口)
- 富5：往富岡9期新市鎮（僅早晨與傍晚）
- 富6：往富岡9期新市鎮富岡西循環 往京急富岡站僅10時至16時

富岡
- 4：往磯子站前／往追濱車庫前
- 94：往金澤區綜合廳舍前／往富岡巴士總站（假日停駛，與橫濱市營巴士共管）

## 相鄰車站
京濱急行電鐵
 本線
□早晨翼號、□京急翼號、■快特、■快特（金澤文庫站以南為特急）、■特急、■機場急行
通過
■普通
杉田（KK46）－京急富岡（KK47）－能見台（KK48）

## 外部連結
- 京急富岡站（各站資訊） - 京濱急行電鐵